# Eleutherodactylus antillensis
Eleutherodactylus antillensis (tên tiếng Anh: Coqui De Las Antillas, Red-eyed Coqui, Churi, Coqui Churi) là một loài ếch trong họ Leptodactylidae. Chúng được tìm thấy ở Panama, Puerto Rico, quần đảo Virgin thuộc Anh, và quần đảo Virgin thuộc Mỹ.
Các môi trường sống tự nhiên của chúng là các khu rừng khô nhiệt đới hoặc cận nhiệt đới, rừng ẩm vùng đất thấp nhiệt đới hoặc cận nhiệt đới, các khu rừng vùng núi ẩm nhiệt đới hoặc cận nhiệt đới, vùng đồng cỏ, vườn nông thôn, các vùng đô thị, và các khu rừng trước đây bị suy thoái nặng nề.

## Hình ảnh

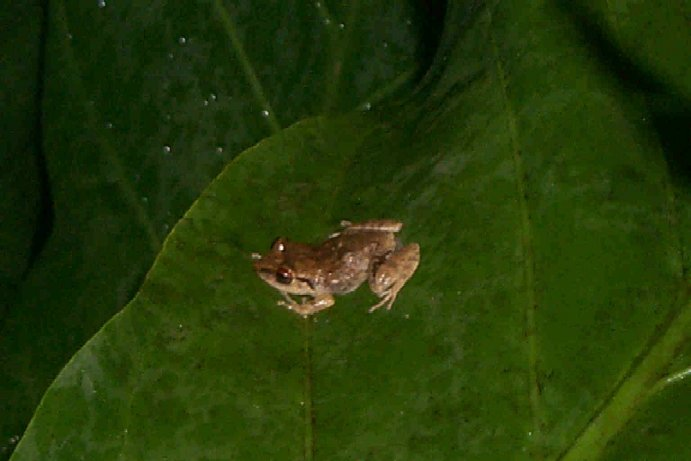